# 北庄镇 (枣庄市)
北庄镇，是中华人民共和国山東省枣庄市山亭区下辖的一个乡镇级行政单位。

## 行政区划
北庄镇下辖以下地区：
北庄村、毛宅村、高庄村、三道峪村、杏峪村、后峪村、东洋泉村、青石岭村、外峪子村、东庄村、徐洼村、双山涧村、上十河村、下十河村、半湖村、管理村、洪门村、铁山村、羊栏村和务后村。

## 人口
2010年中国第六次人口普查时，北庄镇共有人口38827人。共有家庭11218户，平均每户3.36人。14岁以下的少年儿童共7569人，占总人口19.49%；15-64岁人口共27213人，占总人口70.08%；65岁及以上的老年人共4045人，占总人口的10.41%。男性共计20122人，占总人口51.82%；女性共计18705，占总人口48.17%。本地居住的人口中，拥有本地户籍的人口为36084人，占92.93%。